# LOUD (오디션 프로그램)
《LOUD》는 SBS TV에서 방영되는 오디션 프로그램이며 2021년 6월 5일부터 2021년 9월 11일까지 방영되었다.

## 방송 일정
| 방송 채널 | 방송 기간                         | 방송 시간                        | 방송 시간                        | 비고                                  |
| --------- | --------------------------------- | -------------------------------- | -------------------------------- | ------------------------------------- |
| SBS TV    | 2021년 6월 5일 ~ 2021년 6월 26일  | 1부                              | 매주 토요일 저녁 8:55 ~ 밤 9:40  | 분리 편성 (1, 2, 3부)                 |
| SBS TV    | 2021년 6월 5일 ~ 2021년 6월 26일  | 2부                              | 매주 토요일 밤 9:40 ~ 10:25      | 분리 편성 (1, 2, 3부)                 |
| SBS TV    | 2021년 6월 5일 ~ 2021년 6월 26일  | 3부                              | 매주 토요일 밤 10:25 ~ 11:10     | 분리 편성 (1, 2, 3부)                 |
| SBS TV    | 2021년 7월 3일 ~ 2021년 7월 10일  | 매주 토요일 저녁 8:55 ~ 밤 11:10 | 매주 토요일 저녁 8:55 ~ 밤 11:10 | 통합 편성 (지상파·종편 중간광고 포함) |
| SBS TV    | 2021년 7월 17일 ~ 2021년 9월 11일 | 매주 토요일 밤 9:05 ~ 11:10      | 매주 토요일 밤 9:05 ~ 11:10      | 통합 편성 (지상파·종편 중간광고 포함) |

## 출연진

### 진행자
| 패널   | 방송 기간                         | 방송 회차  | 비고 |
| ------ | --------------------------------- | ---------- | ---- |
| 이승기 | 2021년 7월 24일 ~ 2021년 9월 11일 | 8회 ~ 15회 |      |

### 심사위원
| 출연진       | 방송 기간                        | 방송 회차  | 비고 |
| ------------ | -------------------------------- | ---------- | ---- |
| 박진영, 싸이 | 2021년 6월 5일 ~ 2021년 9월 11일 | 1회 ~ 15회 |      |

## 참가자

### 본명단
2021년 기준으로 참가 연령은 11세(2010년생)부터 21세(2000년생)까지 맞게 규정한다.
19~21세(2000년~2002년 출생자)
- 윤민 (21세), 조민기 (21세), 김대희 (21세), 이승환 (21세), 조두현 (21세), 타츠나리 ( 21세), 김민혁 (22세), 강현우 (22세), 김현수 (20세), 김명규 (20세), 최수용 (20세), 이수재 (20세), 송준혁 (20세), 신해인 (20세), 김도영 (20세), 곽찬 (20세), 박현민 (19세), 최태훈(19세), 우경준 (19세), 츠바사 ( 19세), 김민서 (19세), 남윤승 (19세), 이강준 (19세), 박현민 (19세), 엘러리 현배 ( 19세)

15~18세(2003년~2006년 출생자)
- 김태성(18세), 장희준 (18세), 이태건 (18세), 김민성 (18세), 정태진 (18세), 윤동연 (· 18세), 안재호 (18세), 장현수 (18세), 최재흠 (18세), 박용건 (18세), 임경문 (18세), 강하윤 (18세), 김영석 (18세), 이상운 (18세), 김주성 (18세), 이예담 (18세), 하루토 ( 17세), 은휘 (17세), 윤환 (17세), 김세곤 (17세), 권유성 (17세), 천준혁 (17세), 정수민 (· 17세), 다니엘 제갈 ( 17세), 이민규 (17세), 이계훈(17세), 이태우 (16세), 김성민 (16세), 아마루 ( 16세), 도민규 (16세), 린 (16세), 오성준 (16세), 김현준 (15세), 케이주 ( 15세), 문혁준 (15세)

11~14세(2007년~2010년 출생자)
- 강기묵 (14세), 김정민 (14세), 양승수 (14세), 송시현 (14세), 이동현 (14세), 김동현 (13세), 문 메이든(· 12세), 고키( 12세), 홍연성 (12세), 나윤서 (11세)[2]

### 탈락자 명단
본선 1라운드
- 조민기, 이승환, 타츠나리, 김민혁, 김현수, 김명규, 최수웅, 송준혁, 신해인, 김도영, 곽찬, 박현민, 츠바사, 김민서, 이강준, 박한빈, 에드워드 박, 김태성, 장희원, 이태건, 정태진, 안재호, 최재흠, 강하윤, 김영석, 이상운, 김주성, 윤환, 김세곤, 권유섭, 전규민, 정수민, 이민규, 김성민, 린, 김현준, 양승수, 문 메이든 (와일드 카드 : 조두현, 남윤승)

본선 2라운드
- 김대희, 엘러리 현배, 송시현, 강기묵, 홍연성

본선 3라운드
- 나윤서, 이태우, 저스틴 김, 문혁준

본선 4라운드
- 도민규, 마에다 하루토, 김정민

본선 5라운드
- 임경문, 이수재, 김민성

본선 6라운드
- 강현우, 박용건, 김동현

본선 7라운드
- 윤동연,이예담 (와일드 카드 : 이동현)

본선 8라운드
- 조두현,다니엘제갈 (와일드 카드: 장현수)

### 불참
- 함모협, 리쿠

### 최종 멤버
P NATION
- 고키, 오성준, 우경준, 은휘, 장현수, 천준혁, 최태훈

JYP
- 아마루, 이계훈, 이동현, 케이주, 윤민

## 시청률
최저 시청률과 최고 시청률은 시청률 조사회사와 지역별로 시청률에 차이가 있을 수 있습니다.

### 2021년
| 회차 | 방송일   | AGB 시청률     |
| 회차 | 방송일   | 대한민국(전국) |
| ---- | -------- | -------------- |
| 1    | 6월 5일  | 3.9%           |
| 1    | 6월 5일  | 5.5%           |
| 1    | 6월 5일  | 9.0%           |
| 2    | 6월 12일 | 5.2%           |
| 2    | 6월 12일 | 6.0%           |
| 2    | 6월 12일 | 7.7%           |
| 3    | 6월 19일 | 3.3%           |
| 3    | 6월 19일 | 3.7%           |
| 3    | 6월 19일 | 6.0%           |
| 4    | 6월 26일 | 3.1%           |
| 4    | 6월 26일 | 3.3%           |
| 4    | 6월 26일 | 5.5%           |
| 5    | 7월 3일  | 4.0%           |
| 6    | 7월 10일 | 3.9%           |
| 7    | 7월 17일 | 3.3%           |
| 8    | 7월 24일 | 3.3%           |
| 9    | 7월 31일 | 4.3%           |
| 10   | 8월 7일  | 2.9%           |
| 11   | 8월 14일 | 4.3%           |
| 12   | 8월 21일 | 3.7%           |
| 13   | 8월 28일 | 3.7%           |
| 14   | 9월 4일  | 3.2%           |
| 15   | 9월 11일 | 2.7%           |

## 같이 보기
- 오디션
- TNX

## 수상 목록
- 2021년 SBS 연예대상 쇼•스포츠부문 우수 프로그램상

## 동일 소재 프로그램
서바이벌 오디션
- 슈퍼스타K 시리즈 (Mnet)
- 스타 오디션 위대한 탄생 시리즈 (MBC 예능본부 제작)
- K팝스타 시리즈 (SBS 예능본부 제작)
- Show Me The Money 시리즈 (Mnet)
- 슈퍼스타 서바이벌 (2006, SBS 예능본부 제작)
- PRODUCE 101 (2016, Mnet)
- PRODUCE 101 시즌 2 (2017, Mnet)
- PRODUCE 48 (2018, Mnet)
- PRODUCE X 101 (2019, Mnet)
- 소년24 (2016, Mnet)
- 아이돌학교 (2017, Mnet)
- 아이돌 리부팅 프로젝트 더 유닛 (2017, KBS 예능본부 제작)
- 믹스나인 (2017, JTBC)
- 언더나인틴 (2018, MBC 예능본부 제작)
- 슈퍼밴드 (2019, JTBC)
- 보이스퀸 (2019, MBN)
- 내일은 미스트롯 (2019, TV조선 예능본부 제작)
- 내일은 미스트롯 2 (2020, TV조선 예능본부 제작)
- 내일은 미스터트롯 (2020, TV조선 예능본부 제작)
- 트롯신이 떴다 (2020, SBS 예능본부 제작)
- 트로트퀸 (2020, MBN)
- I-LAND (2020, Mnet)
- 트로트의 민족 (2020, MBC 예능본부 제작)
- 트롯 전국체전 (2020, KBS 예능본부 제작)
- 보이스킹 (2021, MBN)

트로트 소재 예능
- 트로트 엑스 (2014, Mnet)
- 놀면 뭐하니? - 뽕포유 (2019, MBC 예능본부)
- 나는 트로트 가수다 (2020, MBC 에브리원)
- 트롯신이 떴다 (2020, SBS 예능본부 제작)
- 보이스 트롯 (2020, MBN)